# Hispanos y latinoamericanos blancos
Hispano blanco (en inglés White Hispanic) es el término usado en los Estados Unidos de América para designar a un ciudadano estadounidense o residente extranjero de origen hispano (español o hispanoamericano), clasificado como blanco, categoría que oficialmente se refiere a gente de procedencia europea, aunque también encajan en dicha definición los hispanoamericanos con raíces en el Medio Oriente, destacando los que proceden de Siria, Líbano y Palestina. 
Su utilización se basa en las definiciones creadas por la Oficina de Gerencia y Presupuesto (Office of Management and Budget) y la Oficina del Censo. Los conceptos de grupo poblacional y etnicidad son independientes entre sí, y a quienes respondieron al censo y a otras encuestas de la Oficina del Censo se les solicita responder ambas preguntas. La etnia distingue entre quienes señalan tener sus orígenes en  y quienes no lo hacen (los estadounidenses no hispanos). Mientras que, el censo pide a cada residente que informe el grupo poblacional con las que más se identifican.
En 2009 48,4 millones (el 15,8%) de estadounidenses señalaban ser étnicamente hispanos. De estos, unos 30,4 millones (el 63%) señalaban ser blancos.